# 't Hoveke
't Hoveke was een landhuis met atelier naar ontwerp van Herman van der Kloot Meijburg (1875–1961) en was in 1909 gebouwd aan de voormalige Meerweg in Sloterdijk. Dit "landhuis in boerenwoningstijl voor moderne mensen" werd gekarakteriseerd door een landelijke architectuur en een harmonieuze inpassing in zijn omgeving. Het is vermoedelijk halverwege de 20e eeuw van de kaart verdwenen.

## Beschrijving
Het pand bevatte twee woonvertrekken, waarvan één iets verhoogd, met serre, keuken met afzonderlijke ingang, hal en twee ateliers, waarvan een op de zolderverdieping. Het beneden atelier was bestemd voor beeldhouwwerken en  had een eigen ingang voor het  het transport van grote voorwerpen. Het atelier op de verdieping was bestemd voor schilderen. Op deze verdieping bevonden zich ook drie slaapkamers en een badkamer. Met uitzondering van in de keuken waren overal de houten balken zichtbaar.
Omdat het kavel waarop de woning stond 12,5 breed bij 60 meter diep was, was het ontwerp geïnspireerd op de typische lange, smalle Zuid-Hollandse hoeve. Hiermee konden de gevels ook aan de destijds wettelijk voorgeschreven minimum afstand van 2 meter van de erfscheiding gehouden worden. Om diezelfde reden waren sprongen in de gevel vermeden. Alleen de 'dwarsbouw' van de typische Zuid-Hollandse hoeve was in het ontwerp terug te vinden.
De gevels waren in rode stenen uitgevoerd, terwijl de kozijnen, ramen en lijsten wit en deuren en luiken groen geverfd waren. Het dak was bedekt met rode dakpannen. De achtergevel en het atelier bevatten grote glazen ramen ter optimalisering van intreding van het daglicht. Deze ramen weken af van de meer op de menselijke maat afgestemde glas-in-loodramen elders in het pand.

## Rachel van Dantzig
Rachel van Dantzig (1878–1949) was tot ca. 1918 de eerste bewoonster van dit pand. Ze gebruikte de ateliers voor haar schilder- en beeldhouwwerken. Naast haar werk als kunstenaar gaf ze daar ook cursussen boetseren, schilderen en tekenen. Dat werd samen met andere kunstenaars gedaan, zoals met de schilderes Jeanne Stigter (1877–1951). Elise van Dantzig (1891–1969) hield er voorts spreekuur voor 'hygienisch-esthetische gymnastiek'.